# Ariginasbrist
Arginasbrist (ARG-brist), också kallat argininemi, är en monogen sjukdom som nedärvs autosomalt recessivt. Mutation i ARG1-genen som kodar för enzymet arginas leder till en defekt i enzymet som annars kontrollerar sista steget av ureacykeln. Defekten i arginas bidrar till att kväve från arginin inte kan tas bort, kväve kommer därför kunna ackumuleras i blodet i form av ammoniak. Vid hög koncentration av ammoniak och arginin kan dessa orsaka neuronala problem eller i ännu allvarligare fall kan de leda till koma och död.

## Symptomen
Sjukdomen syns bäst vid tre års ålder. Symptomen varierar mellan individer, vissa utvecklar senare i livet och vissa upplever mindre allvarliga symptom. En del symptom liknar en sjukdom som kallas för ”Cerebral pares, (CP)” och dessa förvärras över tiden. Patienter med arginasbrist kan utveckla exempelvis,:
- Kramper
- Oförmåga att styra sina rörelser (darrning)
- Ofrivilliga muskelsammandragningar
- Stelhet (främst i benen)
- Sen utveckling
- Svårt med balans
- Utvecklingsstörning

## Genetik

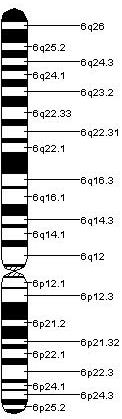
Kromosom 6

ARG1-genen är lokaliserad på kromosom 6, vid den långa q-armen (q23.2). Incidensen för medfödd arginasbrist är beräknad till en på miljonen, vilket tyder på att arginasbrist är en ovanlig sjukdom. Mutation i ARG1-genen orsakar defekt i enzymet arginas, det vill säga enzymet blir skadat eller saknas, vilket bidrar till att arginin inte kan brytas ned ordentligt. I normala fall medverkar arginas i sista steget av ureacykeln i leverceller genom att hydrolysera kväve från arginin till urea. Vid hög konsumtion av proteiner som används av kroppen kommer högre koncentrationer kväve produceras. När arginas inte kan hydrolysera kväve från arginin kommer dessa att förbli resterande i kroppen. Kväve kommer i sin tur att ackumulera i blodet i form av ammoniak. Ammoniak och arginin orsakar därmed neuronala problem eller än allvarligare kan de leda till koma och död.
Arginasbrist är en monogen sjukdom med autosomalt recessivt nedärvningsmönster. Detta innebär att sjukdomen beror på mutationer i en enda gen. För att barnen ska ärva sjukdomen kräver det att barnen ärver en ARG1-muterad gen från vardera förälder. Om föräldrarna bär på var sitt sjukdomsanlag blir risken för att deras barn ska få sjukdomen 25 %. ARG1-genen består av 1532 baspar som ligger i kodande regioner, utgörs av 8 exon (alla exon är kodande). Genen har 6 transkript varav 2 är proteinkodande. Mutation i ARG1-genen kan ske på olika sätt men de vanligaste orsakerna är basparsutbyten, insertioner och deletioner. Mutationer som ger upphov till sjukdomen befinner sig i exon-regioner. Dessa mutationer utgörs av olika varianter såsom, missense, nonsense, frameshift och splicevarianter. Ett 30-tal olika sjukdomsassocierade mutationer har hittills identifierats i ARG1-genen.
Konsekvensen av att exempelvis en nukleotid byts ut till en annan kan bli felaktig translation av proteinet (där en aminosyra byts ut till en annan). Insertion kan leda till att läs-ramen förflyttas ett steg (+1) på grund av tillsättning av en extra nukleotid. Även detta kan då leda till feltranslaterat protein eller ett för tidigt STOP-kodon.

## Diagnos
Diagnostisering av arginasbrist är oftast baserad på närvaro av symptomen. Om symptomen uppenbarar sig kan ett blodtest tas för att mäta plasmanivån av arginin och ammoniak. Ett annat blodtest påvisar reducering av enzymet arginas i röda blodkroppar. En nyfödd bebis med höga nivåer av arginin kan diagnostiseras tidigt med hjälp av en screenmetod som kallas för ”Nyfödd screening”, där blodprov tas genom ett hälstick. Detta blodtest ingår i PKU-testet, där man testar på alla nyfödda efter 48 timmars ålder. Detta kan följas upp med ett bekräftande test där man söker efter mutation i ARG1-genen, detta kallas för ”Genetiskt test”.